# Paradoja del viaje en el tiempo
La paradoja del viaje en el tiempo, o paradoja del abuelo, es una paradoja probablemente acuñada por primera vez por el escritor francés de ciencia ficción René Barjavel en su novela Le Voyager Imprudent (El viajero imprudente), de 1942. El concepto ya había sido mencionado previamente por el escritor estadounidense Mark Twain en su novela póstuma El forastero misterioso (publicada en 1916), que a pesar de no pertenecer al género de ciencia ficción, el argumento llega a centrarse por momentos en la infinidad de vidas alternas que podrían ser posibles de no ser por una simple acción o inacción. Se parte del supuesto de que una persona realiza un viaje a través del tiempo y mata al padre biológico de su padre/madre biológico (abuelo del viajero), antes de que este conozca a la abuela del viajero y puedan concebir. Entonces, el padre/madre del viajero (y por extensión, ese viajero) nunca habrá sido concebido, de tal manera que no habrá podido viajar en el tiempo; al no viajar al pasado, su abuelo entonces no es asesinado, por lo que el hipotético viajero sí es concebido; entonces sí puede viajar al pasado y asesinar a su abuelo, pero no sería concebido, y así indefinidamente.
La anterior paradoja no tiene solución ya que el transcurso del tiempo es lineal y no existen líneas alternativas de tiempo. Se ha especulado que esto haría colapsar la realidad al punto donde el viajero asesina a su abuelo. Otra especulación es la de múltiples líneas de tiempo y universos, pero eso sería mezclar la paradoja con otras teorías que no están conectadas con el viaje temporal. Una variante de la paradoja del abuelo es la paradoja de Hitler o la paradoja del asesinato de Hitler, un tropo bastante frecuente en la ciencia ficción, en el que el protagonista viaja en el tiempo para asesinar a Adolf Hitler antes de que este provoque la Segunda Guerra Mundial. Esto no impide necesariamente el mismo viaje en el tiempo pero dicho asesinato, al conseguir evitar la Segunda Guerra Mundial, elimina precisamente el motivo para dicho viaje y también elimina el conocimiento de la utilidad de dicho viaje. De no haber existido la Segunda Guerra Mundial, entonces no habría motivo para viajar al pasado para matar a Hitler. Además, las consecuencias de la existencia de Hitler son tan grandes y globales que, para cualquier persona nacida después de la guerra, es probable que su nacimiento haya sido influenciado de alguna manera por sus efectos, y, por lo tanto, la paradoja del abuelo se aplicaría directamente de alguna manera.
En última instancia, lo que intenta representar la paradoja del abuelo es la imposibilidad de viajar al pasado, dado que absolutamente toda acción realizada en el pasado, incluso el simple hecho de estar el viajero en un determinado sitio aún sin hacer nada más que quedarse ahí estático, alteraría el estado del mundo en el futuro y potencialmente podría suponer la imposibilidad del viajero de llegar a haber realizado el viaje en cuestión. Pero no por ello se han dejado de plantear teorías de todo tipo, con base a las cuales sí que sería posible de una u otra manera poder viajar al pasado o a lo que se le podría denominar como una versión o copia del mismo.

## Análisis
Por mucho que se pretenda resolver una paradoja, es imposible por definición. Incluso especular con líneas alternativas de tiempo no es una solución, ya que como lo expresa la comunidad científica no sería viajar en el tiempo sino entre diferentes dimensiones, que no es lo mismo.
Una paradoja es algo físicamente inexplicable, como qué hay más allá del horizonte de eventos de un agujero negro.

## Hipótesis en la ciencia ficción
En la serie televisiva de ciencia ficción Star Trek, la paradoja del viaje en el tiempo se ha llamado también «paradoja de Pogo» por una frase del personaje de historietas llamado Pogo (Walt Kelly, 1971): «Hemos conocido al enemigo y éste es... nosotros».

### Solución de los universos paralelos
Si el viajero del tiempo llega al pasado, y mata a su abuelo, lo hará en un universo paralelo en el que nunca será concebido. Es decir, seguirá existiendo en su universo original, pero no existirá en el universo que se originó al matar a su abuelo. Por lo tanto, al ser verídica dicha afirmación, nunca podrá retornar a su universo original, ya que eso origina cambios en cada universo que existiese. Aunque hay posibilidad de que la paradoja ahora esté en ese universo paralelo.
Utilizan esta premisa la historia de Alfred Bester, The men who murdered Mohammed (Los hombres que asesinaron a Mahoma), y la de John Boyd, La última astronave de la Tierra. También se usa en la novela de James P. Hogan, Thrice Upon a Time, y en la novela de Michael Crichton, Rescate en el tiempo (adaptada a la gran pantalla con el título original de la obra, Timeline, en 2003).

### Solución de las líneas temporales relativas
Es posible que el universo no tenga una línea temporal absoluta, que permanece inalterada una vez que los sucesos ocurren, o desde un punto de vista determinista, desde el comienzo del tiempo. En su lugar, cada partícula tendría su propia línea temporal y, por ello, los humanos también la tendrían. Esto puede considerarse similar a la teoría de la relatividad, excepto que afecta a la historia de una partícula en lugar de a su velocidad.
Las fuerzas físicas afectan a las partículas físicas. Si todas las partículas físicas de un ser humano viajaran atrás en el tiempo, esa persona podría matar a su propio abuelo (ninguna fuerza física se lo impediría). Como resultado, no obtendría nada físico, porque no hay fuerzas físicas que puedan entender lo que ha pasado, y esta nueva línea temporal se desarrollaría simplemente porque el universo no tiene ningún mecanismo para deshacerla. El yo futuro de esa persona no necesita nacer para cumplir el destino de volver atrás en el tiempo, porque no hay líneas temporales «absolutas» que deban cumplirse. Si esa persona fuese capaz de encontrar y observar las versiones actuales de sus partículas futuras, estas seguirían también leyes físicas y, por tanto, no se convertirán en su yo futuro (porque uno de sus padres no estará allí para procrearlo).
Esta teoría es similar a la teoría de los universos paralelos, excepto que ocurre en un solo universo. Cabe aclarar que está ganando adeptos entre los científicos, sobre todo quienes afirman que los diferentes estados cuánticos posibles existen simultáneamente y que al examinarlos y colapsar la función de ondas, lo que se logra es escoger en qué universo quedarse. En otras palabras, el gato de Schrödinger está vivo en un universo y muerto en otro. Esta paradoja se evidencia en la película Coherence, donde sus protagonistas, mientras pasa un cometa cerca de la Tierra, quedan atrapados en una caja de Schrödinger en tiempo real, donde millones de realidades alternas que coexisten mutuamente confluyen. Así, los personajes van cambiando aleatoriamente de realidad en realidad, sin poder regresar a la suya original, enfrentándose a los "peligrosos y misteriosos visitantes" (otras versiones de sí mismos).
La teoría de Albert Einstein ofrece una explicación más sencilla: la energía siempre se convertirá en otra cosa, nunca desaparecerá. Si un individuo viaja en el tiempo y evita su propio nacimiento, no tiene por qué desaparecer o "desvanecerse"; seguirá existiendo, pero quizás con alguna diferencia. Tal vez, él mismo sea el único que tiene consciencia de su existencia, y todos los demás jamás se habrían enterado que existió.

### Solución del retroceso cuántico
Se ha postulado que algunas partículas poseen la cualidad natural de "retroceder en el tiempo", lo que a un nivel cuántico significa que, si ocurre un proceso físico determinado, de manera aleatoria este puede revertirse y devolver a la(s) partícula(s) involucrada(s) al estado anterior. Dado que no se conoce aún cuándo sucederá y el porqué de hacerlo, es un proceso que no puede repetirse en una situación controlada. Esto equivale a decir que si se quemase un papel, luego y sin motivo aparente el humo y las cenizas se volviesen a unir para formar el mismo papel.
Se llegó a postular que de poder controlarse este fenómeno podría construirse una máquina que pudiese retroceder todos los procesos físicos que allí ocurran en un determinado tiempo y, luego, construir otra aún más avanzada que revirtiera los procesos ocurridos fuera de ella, manteniendo estable el interior. Así, los ocupantes que estuviesen dentro verían retroceder el tiempo a su alrededor, pero solo en el sentido histórico. El resto del universo, aquellos objetos que se encontrasen fuera del alcance de la máquina, seguirían su curso sin alterarse.
Cabe mencionar que en un experimento del CERN se creyó documentar un cierto número de partículas que dieron un ligero salto temporal en su acelerador de partículas, para luego descubrir que no fue más que un fallo en la recogida de datos. Sería casi imposible que alguien tuviera los materiales para hacer eso, pero si hubiera alguien que sí, se tardaría años o siglos en construir una pero la persona no sabría en qué año está, no puede solo de coincidencia aparecer en el año correcto y como sabría quién es, si no sabe en donde está en ese preciso momento.

### Solución del acceso restringido
Otra solución, de la que puede tomarse como ejemplo el principio de autoconsistencia de Novikov, sostiene que si una persona viajase hacia atrás en el tiempo, las leyes naturales prohibirían cualquier acción que diese como resultado que su viaje en el tiempo no sucediese. Esta teoría puede llevar a dudas sobre la existencia del libre albedrío (El cual, en este modelo, puede ser una ilusión). También asume que la causalidad debe ser constante. Esto es, que nada puede suceder si no se tiene una causa, mientras que otras teorías mantienen que un evento puede mantenerse a pesar de que sus causas iniciales desaparezcan. Es también posible que la acción pretendida por el viajero se complete, pero nunca con el suficiente éxito como para resultar en una cancelación. En la película de 2002 La máquina del tiempo, basada en la novela homónima de H. G. Wells, se inventa que los actos que ocurren en el universo son inevitables y suceden en todas sus líneas temporales. Así, la mujer del protagonista muere de muchas maneras diferentes en cada uno de los viajes al pasado de este. La explicación es que, de haber evitado su muerte, nunca habría tenido un motivo para construir una máquina del tiempo, por lo que no la podría salvar, y entonces construiría la máquina para salvarla, pero al salvarla no la habría construido, etcétera, por lo que su mujer debe morir para no crear una paradoja similar a la del abuelo.

### Creación de nuevo futuro
Es posible también que a partir del momento en que se logra viajar al pasado, en realidad se esté creando una línea alterna, en donde el viajero no altera el pasado, sino el futuro de un universo paralelo, desde donde no puede alterar absolutamente nada del universo de donde provino.
Ésta es la trama principal de la película Back to the Future Part II. Marty McFly, el protagonista, viaja al futuro al año 2015 concretamente, y adquiere un almanaque deportivo con los resultados de los últimos cincuenta años. Acto seguido, el antagonista, Biff Tannen (del futuro), se encuentra con él por casualidad. Tras saber de la existencia de una máquina del tiempo, logra robarla junto con el almanaque, huyendo al pasado para entregárselo a sí mismo de joven. Cuando McFly vuelve a su época descubre que la vida ha cambiado, resultado de un futuro alternativo: Biff se había hecho rico y se casó con la madre de Marty.
Algo parecido se puede ver en la película Déjà vu, donde el protagonista, Doug Carlin, consigue viajar al pasado para salvar a una chica. Se crea un futuro alternativo y al final Doug consigue salvarla, pero acaba muriendo en la explosión de un coche que había caído al agua con ellos dos dentro. Cuando la chica es rescatada, los agentes de policía le dicen que llegará alguien a hablar con ella, y en ese momento aparece el Doug Carlin del pasado, quien todavía no conocía a la chica, pero cuando le pregunta a ésta si se conocen, ella responde que sí. De esta manera, el futuro se ha modificado: en el "primer" futuro, Doug Carlin investigaba a partir de la muerte de la chica y de un accidente en un ferry, acabando por viajar al pasado para cambiar los hechos. En este "segundo" futuro creado, la chica está viva y el accidente del ferry había sido evitado por el Doug Carlin que murió, pero el Doug Carlin de la línea normal del tiempo sigue vivo y llegando al lugar de los hechos para interrogar a la chica que él mismo había salvado minutos antes.
Ocurre algo similar en la primera película de Terminator, donde Kyle Reese, un integrante de la resistencia contra los robots, viaja al pasado para proteger a Sarah Connor, la futura madre de John Connor, líder de la resistencia, y termina engendrando con ella a este futuro líder. Se produce así la paradoja: si Reese viajó a defender a la madre de John Connor, no puede ser él mismo en el mismo viaje el que produjo su existencia, puesto que si en el viaje él no lo engendraba, nunca hubiese existido, por lo cual no habría razón por la cual viajar a protegerlo a él o a su futura madre. 
Un ejemplo más apegado a la situación original se encuentra en un episodio de la serie de animación Futurama. En él el protagonista, Philip J. Fry, viaja por accidente al pasado donde conoce a su abuelo y a su novia de entonces. Intenta por todo lo posible que a su abuelo no le suceda nada, pero acaba muriendo en un accidente de pruebas nucleares. Sorprendentemente, Fry no desapareció. Pensando que la novia de su abuelo no era realmente su abuela, se acuesta con ella. Al final descubre que sí lo era, y que la única razón por la que él seguía existiendo era que al acostarse con ella se convirtió en su propio abuelo.

### Solución de la otra personalidad
En historias de ciencia ficción se ha planteado que es posible que un sujeto viaje en el tiempo y asesine a su padre si ese sujeto ha tomado otra identidad (obviamente en el sentido de realmente ser otra persona). Un ejemplo se cita en el juego Prince of Persia: Warrior Within, donde el protagonista viaja en el tiempo para evitar que él mismo cometa un error en sus viajes por el tiempo. Para esto, consigue hacerse de una máscara que lo transforma en otra identidad, con la que le es posible alterar los hechos sin crear ninguna paradoja.

### Contemplación espectral
En libros de ciencia ficción y en novelas también se ha planteado la idea de que, si los viajeros van al pasado, no son parte de él físicamente, sino que aparecen en forma de espectros (fantasmas). Esta teoría se puede observar en el juego The Dig, de Lucas Arts, así como en la serie Quantum Leap, cuando el personaje Al Calavicci se presenta en el pasado de forma holográfica. Puede "ver" el pasado, pero no puede cambiar ni participar en los hechos que suceden allí. En pocas palabras, los viajeros serían invisibles a los residentes del pasado.
Esta teoría se puede plantear desde el punto de vista de la física cuántica, se puede viajar en el tiempo al pasado por un agujero negro a otro universo pero este nunca puede interferir con el otro, porque aunque comparten el mismo evento de sucesos, estos se encuentran en dimensiones diferentes y solo se pueden unir por un agujero negro. Un ejemplo de esta teoría es visto en la película Interstellar, donde Joseph Cooper viaja por un agujero negro y regresa por ese mismo y entra en un área pentadimensional, donde puede crear sucesos en el universo original de donde vino pero no puede ser visto por su hija Murphy. El ejemplo que se da en la película es de Joseph viendo sucesos de la habitación de su hija que habían pasado ya cuando ella era pequeña, encuentra una línea temporal en la que esta está al lado de la biblioteca donde su padre va a mover unos libros para enviarle un mensaje.

### Mensajes en el tiempo
Retomando el ejemplo de la película Déjà vu, cuando Doug Carlin empieza a investigar el caso de la chica asesinada, empieza a ver rompecabezas que no tienen sentido: Un mensaje que se encuentra en la nevera que dice "tú puedes salvarla", una toalla con sangre en el fregadero, un número de teléfono, una llamada, etc. Son mensajes hechos por él mismo que, de ser la condición de viajar al pasado verdadera, actúan como señales que él dejó en un momento anterior, por lo que permanecerán constantes en "su" universo. Cuando él viaja al pasado y salva a la chica de ser asesinada, estos mensajes se convierten en verdaderos, pues él mismo los ideó y realizó. Ésta es una paradoja muy peculiar, donde un individuo está enviando mensajes a su "otro yo" de un pasado que, supuestamente, no tiene certeza de que existe o existió alguna vez. Si él pensara en viajar al pasado en un futuro cercano, el deseo estaría en pie de su subconsciente, pero el viaje jamás ocurriría, a menos que sucediese algún hecho importante que lo obligase a hacerlo dentro de su universo.

### Origen y destino
Otro enunciado de dominio público que es discutido en foros de ciencia ficción, es la teoría del origen y del destino, que estipula que es necesaria una máquina y/o condición para abrir un portal "de entrada" en el espacio-tiempo, y otro "de salida". Debido a esto, es imposible que un ser humano viaje hasta antes de la creación del primer mecanismo de viaje en el tiempo que pudiese recrear las condiciones para abrir otro portal. Esta teoría está en debate y en proceso de perfeccionamiento.
En el caso del juego Legacy of Kain: Soul Reaver y su secuela Soul Reaver 2, se da que el viaje temporal al pasado es posible gracias a la existencia de una máquina que fue creada, pero dicho viaje al pasado está limitado a la existencia de la máquina en la línea temporal. Esto da a entender que no es posible un viaje al pasado si la máquina, en esa época, no fue creada.

### Solución del "traslapo"
Existiría una probabilidad de que un individuo viaje hacia atrás en el tiempo y este se reproduzca con su madre para crearse a sí mismo. Pero este caso seria una paradoja imposible, ya que de funcionar, el hijo viviría otro futuro diferente al del primero y así se cambiaría la historia. En este caso está, por ejemplo, el relato corto de Robert A. Heinlein Todos ustedes, zombis en el que se resuelve con gran maestría este supuesto sin cambiar la historia futura del personaje y cerrando el bucle realizando varios viajes temporales más.

### Teoría de una sola línea
Expresa que solo hay una línea de tiempo y no existen universos paralelos. Si esta línea pudiese ser alterada, a partir de esta alteración se podría decir que "cambió de dirección", y los hechos anteriores al futuro del viajero nunca ocurrieron y solo quedarán en su memoria.

### Teoría del presente múltiple
Esta teoría demuestra que si una realidad es alterada, se crearía una especie de línea temporal distinta pero sin borrar la anterior, de forma que tanto los recuerdos de una realidad como de la otra, son reales, y los individuos procedentes de las mismas son conscientes de ello hasta el punto de llegar a la confusión, por no saber diferenciar en cual realidad viven ellos.

### Teoría de la consistencia Histórica
Esta teoría señala que de viajar al pasado nada "cambiaria" pues desde el futuro en que se parte todos los hechos ya ocurrieron, es decir el posible cambio en la historia es, hecho parte de la historia misma, si viajas al pasado para matar a Hitler niño, lo que sea que hagas fallará o habrá algo que mantenga los hechos, por ejemplo matas a un niño creyendo que es Hitler, pero no lo era, viajas a España del pasado y tratas de convencer a la reina de no financiar el viaje de Colon, pero logras el efecto contrario, la reina tenia dudas que fueron despejadas por tu intento de evitar dicho viaje, lo que explicaría muchos de los misterios y coincidencias de la historia; por ejemplo se dice que EEUU sabia del ataque japonés a Perl Harbour, quizás porque un viajero del tiempo intentó alertar a los EEUU de la época pero no le creyeron?
En el episodio La enmienda del tiempo (primer episodio de la segunda temporada) de la serie de televisión The Outer Limits aparece la Dra. Theresa Givens, una profesora de universidad que desarrolla una máquina para viajar en el tiempo. Cada vez que vuelve después de haber alterado el pasado, recuerda tanto la línea temporal alterada como la original. Al hacer muchos viajes en el tiempo, eso deteriora su salud. En dicho episodio, la Dra. Theresa Givens dice:

Pero hay únicamente un problema. Quien viaja en el tiempo, recuerda no solamente la línea temporal alterada sino también la línea original. Cada vez que utilizo esa técnica, un nuevo universo de posibilidades irrumpe en mi cabeza y mi cerebro ya no resiste más. Creo que esta hemorragia ha sido la última. No sé cuanto tiempo seguiré con vida.

En la película El efecto mariposa el protagonista tiene ausencia de memoria, y su madre lo lleva al médico, este no descubre qué le sucede, y le recomienda escribir unos diarios. Al crecer, va a la universidad y encuentra dichos diarios, los lee y descubre que puede viajar a su pasado. Pero empieza a alterar eventos de amigos y amigas, con la idea de ayudarlos, descubriendo que lo único que hacía era empeorarles la vida; descubre que su padre también podía hacer esos viajes, quien le aconseja que no lo hiciera. Cada vez que regresaba en el tiempo, su cerebro colapsaba por la nueva información creada por ese viaje y convulsionaba su cuerpo y derramaba sangre por la nariz.

## Otras versiones
En la serie de Discovery Channel, El universo de Stephen Hawking, Stephen Hawking inventa una versión más simple de una paradoja titulada "paradoja del científico loco": en esta versión, un científico crea un agujero de gusano y está fabricando un arma. Cuando termina de armarla enciende inmediatamente el agujero de gusano, el cual es de un minuto al pasado, y se ve a sí mismo fabricando el arma. Dispara hacia el agujero y el hombre del pasado muere por el tiro. Dado que el arma no está preparada y que el científico del futuro disparó un minuto después de que muriera, entonces, ¿quién disparó el arma?.
Una solución bastante sencilla y lógica a la aparente aporía de la paradoja del abuelo está expresada por Frank Tipler: «Si alguien viaja al pasado se vuelve parte del pasado. Por esto no puede cambiar ni el pasado ni el futuro». Esta imposibilidad de cambiar el pasado aparece en algunas obras de ficción, de tal forma que los viajeros del tiempo, al intentar evitar un hecho, terminan provocando de forma accidental lo que querían evitar.